# إليزابيث غالاغير
إليزابيث غالاغير (بالإنجليزية: Elizabeth Gallagher)‏ هي رسامة أمريكية، ولدت في 13 يونيو 1922 في فيلادلفيا في الولايات المتحدة، وتوفيت في 19 نوفمبر 1974 في Rosemont, Pennsylvania ‏ في الولايات المتحدة.